# District de Nane
Le district de Nane est un district situé dans la province de Luang Prabang au nord du Laos.